# سبوراتورول
سبوراتورول (Sburătorul) هي مجلة أدبية رومانية ذات نزعة ليبرالية، أنشأت في بروخارست في أبريل 1919م. أسسها يوجين لوفينسكو وجمعت الكثير من الأقلام التي ساهمت في تطوير الاتجاهات الجديدة والأساليب الحديثة في الأدب الروماني، بدءا من موجة جديدة من الرمزية والواقعية والطليعية.
من بين أبرز الكتاب فيها فيليكس أديركا وكاميل بيتريسكو وآخرون.